# Kamil Grosicki
Kamil Paweł Grosicki (Szczecin, Lengyelország, 1988. június 8. –) lengyel válogatott labdarúgó, a Pogoń Szczecin középpályása. 
A lengyel válogatottal ott volt a 2012-es Európa-bajnokságon.

## Pályafutása

### Legia Warszawa
Grosicki szülővárosa csapatában, a Pogoń Szczecinnél kezdett el futballozni. Ott kapta meg első profi szerződését 2006-ban. 2007-ben a Legia Warszawához igazolt. Mindössze néhány hónapot töltött a csapatnál, mielőtt személyes problémákra hivatkozva megkérte volna a csapat vezetőit, hogy adják kölcsön. 2008. február 13-án kölcsönvette a svájci FC Sion. Itt nyolc bajnokin lépett pályára és két gólt szerzett. 2008. december 31-én visszatért a Legiához, ahol a csapat új menedzsere az U21-es csapathoz száműzte. 2009 februárjában ismét kölcsönadták, ezúttal a Jagiellonia Białystoknak.

### Jagiellonia Białystok
Kölcsönvétele után a Jagiellonia vezetői olyannyira elégedettek voltak a játékával, hogy 500 ezer złotyért véglegesen is leigazolták. Ezután 45 bajnokin lépett pályára, és tíz gólt szerzett, mielőtt elhagyta volna a csapatot.

### Sivasspor
Grosicki 2011 januárjában a török élvonalbeli Sivassporhoz szerződött. A klub 900 ezer eurót fizetett érte, és három és fél évre szóló szerződést adott neki.

## Válogatott
Grosicki korábban szerepelt az U19-es és az U21-es lengyel válogatottban is. A felnőtt válogatottban 2008. február 2-án, Finnország ellen debütált. Bekerült a lengyelek 2012-es Európa-bajnokságon részt vevő keretébe.

## Statisztika

### A válogatottban
| Válogatott    | Év       | Pályára lépés | Gól |
| ------------- | -------- | ------------- | --- |
| Lengyelország | 2008     | 2             | 0   |
| Lengyelország | 2009     | 1             | 0   |
| Lengyelország | 2010     | 3             | 0   |
| Lengyelország | 2011     | 4             | 0   |
| Lengyelország | 2012     | 9             | 0   |
| Lengyelország | 2013     | 3             | 0   |
| Lengyelország | 2014     | 5             | 2   |
| Lengyelország | 2015     | 8             | 4   |
| Lengyelország | 2016     | 13            | 3   |
| Lengyelország | 2017     | 7             | 2   |
| Lengyelország | 2018     | 9             | 1   |
| Lengyelország | 2019     | 9             | 1   |
| Lengyelország | 2020     | 7             | 4   |
| Lengyelország | 2021     | 3             | 0   |
| Lengyelország | 2022     | 5             | 0   |
| Összesen      | Összesen | 88            | 17  |

#### Góljai a válogatottban
| #  | Időpont             | Helyszín                                          | Ellenfél            | Gólok | Eredmény | Kiírás                                     |
| -- | ------------------- | ------------------------------------------------- | ------------------- | ----- | -------- | ------------------------------------------ |
| 1  | 2014. szeptember 7. | Estádio do Algarve, Faro, Portugália              | Gibraltár           | 1–0   | 7–0      | 2016-os EB-selejtező                       |
| 2  | 2014. szeptember 7. | Estádio do Algarve, Faro, Portugália              | Gibraltár           | 2–0   | 7–0      | 2016-os EB-selejtező                       |
| 3  | 2015. szeptember 7. | Nemzeti Stadion, Varsó, Lengyelország             | Gibraltár           | 1–0   | 8–1      | 2016-os EB-selejtező                       |
| 4  | 2015. szeptember 7. | Nemzeti Stadion, Varsó, Lengyelország             | Gibraltár           | 2–0   | 8–1      | 2016-os EB-selejtező                       |
| 5  | 2015. november 13.  | Nemzeti Stadion, Varsó, Lengyelország             | Izland              | 1–1   | 4–2      | Barátságos mérkőzés                        |
| 6  | 2015. november 17.  | Városi Stadion, Wrocław, Lengyelország            | Csehország          | 3–1   | 3–1      | Barátságos mérkőzés                        |
| 7  | 2016. március 26.   | Városi Stadion, Wrocław, Lengyelország            | Finnország          | 1–0   | 5–0      | Barátságos mérkőzés                        |
| 8  | 2016. március 26.   | Városi Stadion, Wrocław, Lengyelország            | Finnország          | 5–0   | 5–0      | Barátságos mérkőzés                        |
| 9  | 2016. november 11.  | Nemzeti Stadion, Bukarest, Románia                | Románia             | 1–0   | 3–0      | 2018-as VB-selejtező                       |
| 10 | 2017. október 5.    | Köztársasági Stadion, Jereván, Örményország       | Örményország        | 1–0   | 6–1      | 2018-as VB-selejtező                       |
| 11 | 2017. október 8.    | Nemzeti Stadion, Varsó, Lengyelország             | Montserrat          | 2–0   | 4–2      | 2018-as VB-selejtező                       |
| 12 | 2018. március 27.   | Stadion Śląski, Chorzów, Lengyelország            | Dél-Korea           | 2–0   | 3–2      | Barátságos mérkőzés                        |
| 13 | 2019. június 10.    | Nemzeti Stadion, Varsó, Lengyelország             | Izrael              | 3–0   | 4–0      | 2020-as EB-selejtező                       |
| 14 | 2020. szeptember 7. | Bilino Polje Stadion, Zenica, Bosznia-Hercegovina | Bosznia-Hercegovina | 2–1   | 2–1      | 2020–2021-es UEFA Nemzetek Ligája (A liga) |
| 15 | 2020. október 7.    | Stadion Energa, Gdańsk, Lengyelország             | Finnország          | 1–0   | 5–1      | Barátságos mérkőzés                        |
| 16 | 2020. október 7.    | Stadion Energa, Gdańsk, Lengyelország             | Finnország          | 2–0   | 5–1      | Barátságos mérkőzés                        |
| 17 | 2020. október 7.    | Stadion Energa, Gdańsk, Lengyelország             | Finnország          | 3–0   | 5–1      | Barátságos mérkőzés                        |

## Sikerei, díjai

### Legia Warszawa
- Lengyel kupagyőztes: 2008

### Jagiellonia Białystoknak
- Lengyel kupagyőztes: 2010
- Lengyel szuperkupagyőztes: 2010

## Külső hivatkozások
- Kamil Grosicki (angol nyelven). worldfootball.net
- Kamil Grosicki (angol nyelven). national-football-teams.com
- Kamil Grosicki (lengyel nyelven). 90minut.pl